# Аджарский кризис (2004)
Аджарский кризис 2004 года (груз. აჭარის კრიზისი), также Аджарская революция, Вторая революция роз — политико-административный конфликт (кризис) 2003—2004 годов между властями Аджарской Автономной Республики (под управлением Аслана Абашидзе) и официальными грузинскими властями Тбилиси под управлением Михаила Саакашвили. Кризис явился следствием нестабильной политической ситуации в постсоветской Грузии, особенно после «Революции роз». Кризис завершился полным подчинением республики столичным властям.

## Предпосылки
Аджария — автономная республика в составе Грузии, населённая аджарцами (этнографическая группа грузин, с небольшим преобладанием мусульманского вероисповедания). 
В 1991 году председателем Верховного совета Аджарской Автономной Республики стал Аслан Абашидзе. После начала гражданской войны он создал собственную армию — как противовес вооружённым группировкам, объединявшим сторонников и противников Звиада Гамсахурдия. 
В отличие от руководства Абхазии и Южной Осетии Абашидзе не пытался добиваться независимости Аджарии. Он развивал её как «свободную экономическую зону» — с правом оставления таможенных сборов в республике. А в 2000 году добился того, что особый государственный статус Аджарии внесли в Конституцию Грузии. 
Фактически Абашидзе был полунезависимым правителем республики.
Кроме того, в Батуми располагалась 145-я мотострелковая дивизия ВС России, с руководством которой Абашидзе поддерживал дружеские отношения. До 1999 года ему помогали также российские погранвойска. После их ухода он начал подготовку собственных пограничников. 
В связи с российским присутствием в Аджарии у руководства России имелся реальный механизм — если не влияния на ситуацию, то контроля над ней. Грузия же стремилась вернуть влияние на Батуми. 
Имелась и существенная экономическая предпосылка конфликта: Аджария сама контролировала границу с Турцией. И собирала поступления от таможенных сборов: с морских судов (преимущественно), авиасудов и автотранспорта. Эта  поправка в Конституции Грузии от 2000 года была отменена 5 июля 2004 года.

## Кризис

### Противостояние Тбилиси и Аджарии
В ноябре 2003 года в Грузии начались митинги оппозиции, обвинившей власти страны в фальсификации результатов парламентских выборов. Митинги переросли в «Революцию роз».
В эти дни Аслан Абашидзе поддержал президента страны Эдуарда Шеварднадзе. Руководителей оппозиционного «Единого национального движения» Михаила Саакашвили и Давида Бердзенишвили он назвал «фашистами», а их движение — «фашистским». 
23 ноября оппозиция захватила здание парламента Грузии, в ответ правительство Аджарии ввело режим чрезвычайного положения. 
После победы «Революции роз» у Абашидзе не сложились отношения с новыми властями, в частности, с лидером оппозиции Михаилом Саакашвили. 
Абашидзе заявил, что автономия не примет участия в президентских выборах. Саакашвили во время президентской кампании заявил:
«Аджария не собственность Аслана Абашидзе. Если кто-то попытается отделить эту территорию от Грузии, то для него у меня уже готово помещение из четырёх стен… Грузия готова пойти на переговоры, но не допустит сепаратизма». 
4 января 2004 года в автономии прошли президентские выборы, и в день выборов Абашидзе отменил чрезвычайное положение, но 7 января ввёл его вновь. 
На следующий день замминистра юстиции Грузии Гиги Угулава заявил:
Установление правового режима чрезвычайного и военного положения — прерогатива центральных властей Грузии, а точнее — президента. Надеюсь, что в ближайшее время будет пересмотрен вопрос о соответствии Конституции Аджарии действующей Конституции Грузии. Новое руководство Грузии должно прекратить подобное двоевластие и чётко разделить полномочия между центром и автономией. И в компетенцию властей автономии не должны входить вопросы, решать которые полномочны только центральные власти Грузии.

С избранием президентом Грузии Михаила Саакашвили отношения между Тбилиси и автономией накалились. 22 января Михаил Саакашвили заявил: 
«Грузия — это единая страна, а кто противится — пусть убирается из неё. Я наведу порядок в стране, в том числе и в Аджарии. Никакой агрессии в отношении аджарских властей нет и не будет, но одно должны понять все — каждый квадратный сантиметр грузинской земли будет под контролем».
25 января Саакашвили прибыл в Батуми, где вместе с Асланом Абашидзе принимал военный парад — участвовали подразделения Минобороны, погранвойска и внутренние войска МВД Грузии. 
Едва президент Грузии покинул Батуми, как его сторонники, скандируя «Миша, Миша!» и выкрикивая лозунги против аджарского руководства, двинулись к зданию Верховного Совета, где их разогнали спецподразделения МВД Аджарии. 
В ответ на эту акцию сторонники Аслана Абашидзе устроили свою многотысячную манифестацию. В это же время из села Гонио в Батуми направилась ещё одна группа сторонников Саакашвили. 
После обращения к ним Давида Бердзенишвили — лидера оппозиционной аджарским властям организации «Наша Аджария» — ситуация стабилизировалась. 
В феврале президент Михаил Саакашвили посетил США и, выступая в Университета Джонса Хопкинса, заявил: «Мы с Абашидзе не нравимся друг другу».
14 марта 2004 года военные Аджарии и сторонники Абашидзе не пустили кортеж с президентом Саакашвили и главой МВД Грузии Георгием Барамидзе на территорию автономии. 
На следующий день грузинское руководство приняло решение осуществить «ряд конституционных мер по блокированию сепаратистского режима Аджарии», а Саакашвили объявил:
Сегодня в Аджарии решается судьба всей Грузии. Ни о каком компромиссе с бандитами, которые заняли административную границу Аджарии, речи быть не может. Или мы сейчас встанем все вместе и раз и навсегда искореним в Грузии бандитизм, феодализм и предательство, или мы не будем существовать как государство
.
18 марта лидеры встретились в Батуми — благодаря договорённости с председателем парламента Нино Бурджанадзе. На встрече Саакашвили согласился снять экономическую блокаду Аджарии, а Абашидзе — разоружить вооружённые формирования и не препятствовать парламентским выборам на территории автономии. 
Спустя четыре дня президент Грузии обвинил главу Аджарии в срыве договорённостей. 23 марта МИД Грузии аннулировал загранпаспорта руководства Аджарии, в том числе Аслана Абашидзе, его сына Георгия Абашидзе и главы МВД Аджарии Джемала Гогитидзе. 
Национальный банк Грузии приступил к ликвидации батумского Морского банка. 
25 марта, выступая на батумском ТВ, Абашидзе заявил, что разоружать отряды ополченцев он не собирается:
Оружие у населения имеется ещё с 1991 года, когда в автономную республику пытались вторгнуться около семи тысяч рецидивистов, специально выпущенных из тюрем. Тогда только вооружённые ополченцы смогли спасти Аджарию и защитить конституционный строй. И сейчас ополченцы защищают свои дома, свои семьи и тот же конституционный строй. Разоружение ополченцев в автономной республике произойдёт, когда в Грузии будет построена демократия.
Несмотря на это 28 марта в автономии все же прошли парламентские выборы, но и они не разрешили кризис. ЦИК Грузии отменила результаты голосования в Хулойском и Кобулетском районах, где партия Аслана Абашидзе «Возрождение» одержала победу. 
При повторных выборах местные жители разгромили помещение временной комиссии и уничтожили документацию, привезённую из Тбилиси. Это вновь обострило ситуацию в автономии. 
По итогам парламентских выборов партия Абашидзе «Возрождение» получила лишь чуть более 3 % голосов. После чего она и Лейбористская партия обвинили власти в фальсификации итогов голосования. 

22 апреля на первом заседании парламента Грузии Саакашвили призвал парламентариев занять непримиримую позицию в отношении 
«клана Абашидзе, который не представляет интересы аджарцев, а является бандой преступников, убийц и наркодилеров».

### «Аджарская революция»
В середине апреля в подчинение Аслана Абашидзе перешёл вместе с воинской частью командир 25-й мотострелковой батумской бригады вооружённых сил Грузии генерал Роман Думбадзе. 21 апреля в подчинение главы Аджарии перешло 3-е управление внутренних войск МВД Грузии во главе с полковником Мурадом Цинцадзе. 27 апреля Абашидзе подписал указ о всеобщей мобилизации в Аджарской автономии. 
В то же время несколько военных СОБРа, находящегося в личном подчинении Абашидзе, покинули Аджарию, перейдя на сторону грузинских властей. 
30 апреля спецназ разогнал акцию протеста аджарской оппозиции у здания горсуда Батуми.
2 мая по решению руководства Аджарии взорвали три автомобильных моста через реку Чолоки, которые связывали Аджарию с Грузией. В городах Кобулети и Цихисдзири разобрали железнодорожное полотно, соединяющее Батуми с Грузией. 
В тот же день Саакашвили предъявил лидеру Аджарии ультиматум сроком до 12 мая разоружить незаконные вооружённые формирования, пригрозив в противном случае роспуском правительства и парламента Аджарии. 

Действия Грузии поддержали США. Официальный представитель Госдепа США Ричард Баучер заявил, что официальный Вашингтон 
«глубоко озабочен решением аджарского лидера Аслана Абашидзе разрушить мосты» (...) «основополагающим вопросом для нас является то, что Аджария — это часть Грузии. Мы решительно поддерживаем усилия грузинского правительства, направленные на восстановления своей власти и верховенства права в Аджарии». 
4 мая в Аджарии прекращена трансляция грузинского ТВ. 
У здания университета Батуми 5000 человек начали акцию протеста, требуя отставки Абашидзе. 
5 мая число участников достигло 15000 человек. На их сторону перешли 25 военных и 4 депутата парламента. Об отставке объявили замминистра внутренних дел Аджарии Элгуджа Джинчарадзе и министр здравоохранения и социальной защиты Аджарии Гулико Шервашидзе. 
В тот же день Михаил Саакашвили объявил по телевидению о введении в Аджарии своего прямого правления и пообещал Абашидзе «гарантии безопасности», если тот «без эксцессов подаст в отставку». 
В Аджарию отправился секретарь СовБеза России Игорь Иванов. В ночь с 5 на 6 мая Аслан Абашидзе вместе с сыном Георгием покинули Аджарию, вылетев с секретарём Совета Безопасности России в Москву. В срочном телеобращении Михаил Саакашвли объявил: «Аслан убежал! Аджария свободна!». РИА Новости писали в те дни:

Переговоры Иванова с Абашидзе «один на один» продолжались четыре часа. Ближе к концу переговоров возле здания, где они проходили, раздались выстрелы. До сих пор точной информации об этом инциденте нет. По одной из версий, это было прощальным «салютом» приближённых «аджарского льва», которые к тому времени уже знали об отставке Абашидзе. По окончании переговоров с Ивановым бывший глава Аджарии покинул свою резиденцию и направился в аэропорт Батуми, откуда вылетел в Москву. Публично опровергнув информацию о возможности своей отставки ещё в среду вечером, до переговоров с главой СБ России, Абашидзе предпочёл покинуть Батуми без каких-либо заявлений. Это дало повод руководству Грузии назвать его уход «бегством».
Отставку Абашидзе тысячи людей встретили ликованием на улицах Батуми. Кресло Абашидзе было вынесено из его кабинета в здании Верховного совета Аджарии, сломано и публично сожжено у памятника его деда — Мемеда Абашидзе. 
6 мая в Батуми прибыл президент Саакашвили. Создали временный совет Аджарии во главе с руководителем департамента железных дорог Грузии Леваном Варшаломидзе. 

10 мая в Батуми назначены руководители районных управ и временный мэр города Эдвард Сурманидзе. В тот же день Саакашвили принял участие в демонтаже контрольно-пропускного пункта на реке Чолоки. Управляя бульдозером, он снёс здание охраны, где ранее проводился досмотр граждан, заявив:
«Больше никогда в будущем в истории Грузии на Чолоки не будет разделяющей линии между Аджарией и остальной Грузией». 
После свержения Абашидзе Эдвард Сурманидзе заявил, что оппозиционное движение «Наша Аджария» прекращает существование:
«оно достигло своей цели — изгнало Аслана Абашидзе из Аджарии, свергло его режим и вернуло автономию в конституционное поле Грузии». 
20 июня в автономии прошли выборы Верховного совета, на которых победу одержала партия «Саакашвили — победившая Аджария», набравшая около 70 % голосов. 
5 июля президент Грузии подписал конституционный закон «О статусе Аджарской автономной республики в связи с изменениями в Конституцию Грузии», согласно которому в автономии функционируют высший представительный орган Верховный Совет Аджарии и исполнительная власть в лице правительства, которое подотчётно центральным властям Грузии. Аджарский кризис завершился полным подчинением автономии столичным властям.